# 22999 Іризаррі
22999 Іризаррі (22999 Irizarry) — астероїд головного поясу, відкритий 5 листопада 1999 року.
Тіссеранів параметр щодо Юпітера — 3,389.